# 중2병이라도 사랑이 하고 싶어!
《중2병이라도 사랑이 하고 싶어!》는 일본의 작가 토라코가 쓰고 오사카 노조미가 삽화를 담당한 라이트 노벨로, KA 에스마 문고에서 발매되고 있다. 1권은 2010년의 제1회 교토 애니메이션 대상 장려상 수상작 중 하나. "착안점과 아이디어가 재미있고 문장의 센스도 있다"라는 평가를 받았으며 2011년 6월부터 발매를 시작했다. 2012년 10월 4일부터 12월 19일까지 교토 애니메이션에서 제작한 애니메이션 제 1기가 방송되었으며 그 뒤 2014년 1월 8일부터 3월 26일까지 제 2기인 '중2병이라도 사랑이 하고 싶어! -연-'이 도쿄 MX에서 방영되었다. 2013년 9월에는 일본에서 극장판이 개봉하기도 하였으며, 그 외에도 단편 ONA가 제작되어 공개되기도 했다. 대한민국 내에서는 애니맥스 코리아에서 우리말 더빙으로 방영하였고. 약칭은 중2코이(中二恋 주니코이[*]), 주코이(中恋), 중2병(中二病 주니뵤[*])이다. 대한민국 내에서는 중2사랑, 중2병으로도 부른다.

## 줄거리
고등학교 1학년 토가시 유우타는 중학교 시절 앓던 사기안(邪気眼) 계 중2병을 중학교와 함께 졸업하고, 평범한 고등학교 생활을 만끽하고 있었다. 유우타는 자신이 중2병이었다는 사실을 주위에 숨기고 있었지만, 우연히 어느날 같은 반 친구인 현역 중2병 환자 타카나시 릿카와 반 강제적으로 계약을 맺게 되었다. 줄거리가 진행됨에 따라 릿카는 자신의 망상을 짜증나고 귀찮은 것으로 여기기는 하지만 자신을 인정해 준 유타에게 점점 끌리게 된다. 유타는 릿카에게 동아리의 유지라던가 가르침을 주는 등을 포함한 여러 가지 도움을 주었다. 여름 방학동안 유타가 릿카와 함께 있는 동안, 유타와 매우 친했던 릿카의 아버지는 2년 전에 불치병으로 사망하였다는 것을 알게 되었고, 아버지의 사망으로 릿카가 중2병에 빠지게 되었다는 것도 알게 된다. 릿카는 '보이지 않는 경계선(不可視境界線)'을 찾으면 아버지를 만날 수 있다고 굳게 믿어서 유우타는 '보이지 않는 경계선'을 도와주었는데, 이러한 과정 속에서 릿카와 유우타는 서로 사랑하게 된다.

## 등장 인물

### 주연
토가시 유타(일본어: 富樫 勇太)
성우: 후쿠야마 준 / 최승훈
주인공. 고등부 1학년 4반. 학급 위원. 타카나시와 같은 아파트에서 살고 있다. 원래는 중2병이고, 그 무렵의 이름은 "다크 플레임 마스터"였으나, 중학교 졸업과 함께 중2병도 졸업했다. 원래 중2병임을 숨기기 위해 아는 사람이없는 고등학교에 진학하지만, 타카나시 릿카에게 들켜 계약하는 처지가 되었다. 릿카의 강요에 따라 고양이를 기른다.작중에서 가끔 릿카나 동아리 부원들에 의해 예전 중2병의 인격이 반강제적으로 올라오기도 하나 , 차이가 있다면 스스로 수치심을 잠재하고 " 연기 " 하는 것에지나지 않다는게 차이라면 차이. 여동생인 쿠즈하는 그런 오빠의 모습을 예전부터 지켜봐온듯 하지만 전혀 부끄러운 내색없이 중2병에 지배되었던 유우타를 인정하고 오히려 정상인으로 취급해주는 신의 인격을 가지기도 했다. 현재 타카나시 릿카와 서로의 마음을 확인하고 교제중이며, 중2병에서 벗어나 심각한 트라우마에 빠져있던 릿카에게 다시 중2병을 부여한 ( 병주고 약주고 )의 장본인 이기도 하다.
 타카나시 릿카(일본어: 小鳥遊 六花)
성우: 우치다 마아야 / 안현서
여주인공. 토가시 유타와는 같은 반. 현역 중2병 환자. 자칭 "사왕진안"의 사용자이며, 오른쪽 눈을 평소 봉인한다는 설정으로 안대를 붙이면서 생활하고 그 아래에 노란 눈동자를 연출하는 컬러 렌즈를 장착하고 있다. 성적은 중상정도이나 수학에 굉장히 약하다(문과계열은 유타보다 위라는 말도 있다). 언니인 타카나시 토카를 < 프리스티스 > 라고 부르거나 , 유타를 가끔 < 다크 플레임 마스터 > 라고 지칭하는등 중2병 말기의 언어능력을 소유한 문제폭탄 소녀 , 단순히 멋을 위해 중2병에 들어선 유타처럼 릿카 역시 멋에 빠져사는 특이한 고등학생이라고 결론내렸으나 , 릿카의 중2병 행동에 대한 진짜 이유를 알게된뒤 유타의 강제력에 의해 잠시동안 중2병에서 벗어나 정상적인 여학생으로써 학교생활을 즐기기도 했다. 오래가지 않아 다시 중2병을 탈환하고 더욱더 심해진 행동을 하는등 달라진건 없지만 , 그 사이 유타에 대한 자신의 마음을 더욱 확고히 굳히고 행동에 " 사리분별 "이라는 태그를 끼워넣는등 2기 작중에서는 중2병 행동도 일반인이 " 납득 " 은 할 수 있는 수준으로 발전했다. 토가시 유타와 서로의 마음을 확인하고 교제하고 있다. 싫어하는 음식은 토마토.

### 학교
니부타니 신카(일본어: 丹生谷 森夏)
성우 - 아카사키 치나츠 / 김보영
토가시 유타와는 같은 반. 유타우 함께 학급 위원을 하고 있다. 입학식에서 신입생 대표를 맡았다. 학급에서 가장 인기 있는 미소녀. 앞머리를 핑크색 머리핀으로 고정하고 있다. 원작에서는 댄스 부, 애니메이션에서는 치어리더 부를 하고 있다. 유타와 마찬가지로 원래 중2병 환자였고 이름 신카(森夏)를 각색하여 모리서머(もりサマ)라는 이름으로 활동하였다. 지금은 그렇게 불리는 것을 싫어한다. 친하게 알고지내는 동아리 부원인 데코모리 사나에와 잦은 충돌이 보이는편이며 대부분 사나에의 태클에 걸려 넘어지며 대결은 시작된다. 초반에 유우타에게 " 이유 " 있는 접근을 하기전까지는 유우타에게도 멋지고 사랑스러운 인기만점 소녀로 연기했으나 , 데코모리 사나에 가 가지고 있던 < 마비노기온 > 을 유우타 앞에서 자신이 작자라는것을 은연중에 들통난후 성격 털털한 쿨한 소녀로 돌아가 버렸다. 예외로 말을 하자면 니부타니 신카의 첫키스 상대는 데코모리 사나에다.
츠유리 쿠민(일본어: 五月七日 くみん)
성우 - 아사쿠라 아즈미 / 이재현
애니메이션 판 오리지널 캐릭터. 고등부 2학년 4반. 고양이를 기르고 있으며 그 인연으로 유타와 릿카를 알게 된다. 대범하고 의젓한 소녀. 낮잠을 좋아하고, 부명의 앞뒤에 이것 저것 붙어 있지만 어쨌거나 낮잠부라며 부실에서는 늘 낮잠을 잔다. 다른 부원들이 낮잠을 자지 않는 것을 아쉬워 한다. 작중 1화 분량으로 등장한 < 잠 동아리 친선 대회 >에서 승리하는 모습이 그려져 있기도 하나 완벽하게 중2병 대결 장면으로 덮어져 저게 잠 대결인지 마법소녀 격투 애니인지 헷갈리기 때문에 확실히 정의내리기 애매하다. 잇시키 마코토의 짝사랑을 받고있는 소녀 , 특유의 나긋나긋하고 여유만점인 소녀감성 덕분에 의외로 팬층도 많다. 특기는 뭐니뭐니해도 " 잠 " , 자는 도중에도 이야기에 태클을 걸고 수긍,부정을 하는등 대단히 놀라운 능력의 소유자 , 니부타니 신카의 말에 토를 달고 자던 와중에 " 잠꼬대 " 로 그녀의 < 손바닥 춉 > 을 피하는등 여러모로 놀라운 인간이다. 같은 동아리 부원들에게 선배로써 존경받지 못하는듯 하며 깍듯한 존칭을 쓰는 사람은 아마 확인된 바로는 잇시키 마코토 외에 없다.
데코모리 사나에(일본어: 凸守 早苗)
성우 - 우에사카 스미레 / 김현심
애니메이션판 오리지널 캐릭터. 중등부 3학년. 현역 중2병 환자. 릿카의 제자이다. "묠르 해머"라는 칭호를 가진 서번트라는 설정. 긴 트윈 테일 끝에 추 같은 것을 붙여 힘차게 휘두르다가 머리가 몸에 얽혀 자멸한다. 릿카와는 2년 전에 인터넷을 통해 알게 되었다. 1년 전, 인터넷에서 자신의 상담을 도와 준 모리서머를 릿카 다음으로 존경하여 그의 어록을 "마비노기온"이라는 책으로 정리하였다. 그러나 신카를 가짜 모리서머라 하여 인정하지 않는다. 신카에게 항상 태클을 걸어오는 폭력 마법 소녀 , 좋지 않은 인연으로 니부타니 신카와 첫만남을 가졌지만 그 이후 싸우면서 정든듯 , 츠유리 쿠민의 말을 인용하자면 역시 둘이 부딧치지 않으면 평소의 생활답지가 않다고... 놀라운 지적 능력을 소유하고 있다는 설정이 있다. 중등부에서도 유명했지만 고등학교에 입학한 이후 신입생 대표로써 단상에 올라가 연설하는등 , 유일하게 신카가 인정한 부분. 머리를 풀고 파란 핀을 귀뒤에 끼워넣는것으로써 " 가짜모습 "으로 변신할 수 있다. 트윈테일의 평소 모습과 갭이 어마어마 하게 커서 동아리 부원들도 사나에의 가짜모습을 처음 목격한후 누군지 알 수 없었다는 후문 , 공부도 잘하고 집도 부자고 얼굴도 청순 미소녀지만 평소 해대는 괴팍한 성격탓에 " 엄친딸 " 으로써 모습이 묻혀버렸다.
잇시키 마코토(일본어: 一色 誠)
성우 - 호시 소이치로 / 오병조
성적은 상위권으로 선도부원을 맡는 단발의 남자. 유타의 반 친구로, 고등학교에서 유타가 처음으로 사귄 친구. 여자의 프로필 등의 정보를 모아 메모하는 등 성실하게 여자를 아주 좋아하는 변태.
애니메이션 판에서는 선도부원은 아니다. 중학생 시절에는 야구부로서 스님 머리였지만 고교 진학시에 길러 장발이 되었다. 여자에게 인기를 끌기 위해 경음악부에 입부해 일렉트릭 기타를 들고 다니지만 아직 잘 치지는 못한다. 릿카의 동호회 멤버와 행동을 같이 할 때가 많다. 은밀하게 실시한, 반의 여자 랭킹을 결정하는 「귀여운 아이 선수권」이 발각되어 반에서 큰 문제가 되었지만, 모든 책임을 혼자 지고 빡빡 깎은 머리가 되었는데 그 촉감을 쿠민이 마음에 들어한다. 그 후 쿠민을 좋아하게 되어 그녀를 목적으로 릿카의 동호회에 참가하게 된다. 여자의 순위를 매기고 조사하는 대담한 버릇과는 남다르게 가까이 접근한 이성에게 잘 대할 수 없는 큰 리스크를 소유하고 있으며 입을 벌려 떠먹여주는 츠유리 쿠민과의 1:1 상황에서도 제대로된 로맨틱한 말 하면 못거는 띨띨한 모습도 보여주기도 한다. 애니메이션 작중에서는 쿄애니 남자주인공의 " 절친 "의 징크스를 깨고 존재감을 드러내는 신변화를 보여주기도 했다.
하라다 신야
단역. 문화제 때 1번으로 나서서 교감 선생님의 흉내내기를 선보였으며, 목소리만 나오고 모습은 나오지 않았다. 그 흉내로 학생들의 웃음을 자아낸 것으로 보인다.
메라
남학생. 덩치가 약간 큰 편이다.
아마미야기 히토미
애니메이션 2기에서 학생회장으로 당선된 녹색 머리카락을 가진 학생. 5화에서 부활동 회의로 만나게 된다.

### 기타 인물
시치미야 사토네(七宮 智音)
성우 - 나카무라 에리코
유타의 중학교 같은 반 친구. 자신은 유타와의 유일한 진실된 친구라고 생각해 왔었지만, 중학교 2학년 때 작별 인사조차도 없이 다른 학교로 전학을 가버린다. 니부타니 신카가 있는 중학교로 전학을 가서 서로 친해진다. 망상증을 겪고 있기 때문에 자신을 '소피아 링 SP・새턴 7세'(ソフィアリング・SP・サターン7世)라고 부르며, 유타를 별명인 '용사'(勇者)라고 부른다. 라노벨 제 2권에서 등장한 인물이며, 애니메이션 제 2기에서 등장한다. 유타와 신카의 망상은 사토네의 행동에 대한 그들의 존경과 모방으로부터 시작했다. 유타가 중학교에 다니던 시절 사토네는 그에 대한 감정을 키워 나갔지만, 영원히 '소피아 링 SP 세턴 7세'와 '마왕마법소녀'로 남기를 선택한다. 정글에 도착하면, 키쿠치 마코토가 입는 하얀색의 별이 그려져 있는 수영복을 입고 다닌다.
유타의 아버지
자카르타에 단신부임중.
유타의 어머니
성우 - 아마노 유리 / 안영아
마이페이스에 대범하고 의젓한 성격. 일이 바빠서 집을 비우는 일이 많다.
토가시 쿠즈하(일본어: 富樫 樟葉)
성우 - 후쿠하라 카오리 / 전해리
토가시 유타의 여동생. 중학교 1학년. 바쁜 부모님 대신 집안 일을 해내고 있다. 요리에는 자신 있지만 남자 같은 요리 밖에 만들 수 없다. 유메하와 함께 동물을 좋아한다. 예전 중2병 오빠의 모습을 그대로 인정해준 마음 따뜻한 소녀 , 함께 동거를 부탁한 릿카의 부탁에도 흔쾌히 수락 , 요즘 세상에서 볼수없는 똑바르고 착실한 여동생. 릿카가 맡긴 고양이 < 키메라 >를 거의 스스로만 돌보고 있으며, 나이답지 않게 유우타에게 똑부러진 충고를 하는등 의외로 비중이 높다.
토가시 유메하(일본어: 富樫 夢葉)
성우 - 시타라 마미 / 정혜원
토가시 유타의 여동생. 5세. 릿카를 잘 따른다. 릿카의 언니 타카나시 토카의 가르침 덕에 막장 드라마 막장 여주인공의 대사를 몇개 외웠다. ( ex) 친권은 내꺼야 , 애들은 만나게 해줘 , 위자료는 내놔 )
타카나시 토우카(일본어: 小鳥遊 十花)
성우 - 센다이 에리 / 소연
애니메이션판 오리지널 캐릭터. 릿카의 언니로, 함께 살고 있다. 중2병인 릿카는 언니를 "경계선상의 성조이인(프리스티스)"이라고 부르고 있다. 겉 성격은 야무지고 여장부같아 보이지만, 원래는 굉장히 사려가 깊으면서도 의외로 낱가림이 심하고 수줍음을 조금 타는 섬세한 여성이다.(이러한 이중적인 성격은 과거 그녀의 여동생인 릿카의 아버지가 사망한 이후에, 그 사건의 충격으로 릿카가 중2병에 걸린 이후부터 생겨난 우울증과 유사한 정신적 상처 때문에, 여동생을 대하는 방식이 매우 거칠어진 것으로 추정된다.) 전직 고등학교 리듬체조 선수여서 그런지, 신체동작과 싸움실력이 일반적인 남성들을 능가하는 수준이다.(거의 '일본의 여성닌자(Kunoichi)'를 연상케 할 정도.) 심한 고양이 알레르기. 릿카의 중2병과 그녀가 주워 오는 고양이 때문에 애를 먹어, 국자를 무기로 릿카를 벌준다. 유타가 원래 중2병이라는 것을 약점으로 잡아 릿카가 주워 온 고양이를 억지로 떠 넘겼다. 유메하만큼은 상냥하게 보살피며 좋은 일면을 보여준다. 요리사 일을 하고있고 요리 솜씨는 일류. 릿카의 도시락을 매일 만들고 있는 어머니같은 존재이기도 하다. 취미는 재미있는 동영상을 사이트에 게시하는 것.
키메라
성우 - 오키 카나에 / 전해리
케르베로스
릿카의 할아버지 집에서 키우고 있는 개.
페파피(일본어: ぺぱぴ)
칸나기 카자리(巫部 風鈴)
도도멘
츠유리 쿠민이 기르고 있는 고양이.
타카나시 릿카의 할아버지
성우 - 나카 히로시
릿카의 중2병을 탐탁치 않게 생각한다.
타카나시 릿카의 할머니
성우 - 노무라 스마코 / 정혜원
릿카의 중2병을 어느 정도는 인정해주는 경향이 있다.
타카나시 릿카의 엄마
성우 - 이와오 쥰코 / 안영아
릿카와 토우카의 엄마. 릿카는 아버지가 사망한 이후 어머니와 벽을 지고 살았다. 10화에서 토우카가 유학을 가게 되면 릿카는 어머니와 살게 될 예정이라고한다. 릿카의 중2병은 과거의 트라우마가 되기 때문에 릿카는 어머니와 같이 살기 위해 자신의 중2병 흔적을 지우려 노력하게 된다.
타카나시 릿카의 아버지
릿카와 토우카의 아버지. 병으로 사망하였다.
츠쿠모 나나세(일본어: 九十九 七瀬)
성우 - 이노우에 기쿠코 / 정혜원
유타의 담임. 담당 교과는 수학.

## 배경
배경이 되는 고등학교 건물은 시가현 가이가케에 있는 구 가이가케소학교이며, 시가현 오쓰시와 오우미, 하치만 시, 히노정과 대자(大字) 카이가케가 주 배경이 되었다.

## TV 애니메이션
교토 애니메이션에서 애니메이션화 기획이 진행 중인 것으로 2011년 12월 28일 PV에서 발표되었다. 2012년 10월부터 방영하였다. 국내에서는 2012년 12월부터 애니맥스에서 더빙 방영하였다. 제2기는 2014년 1월 8일부터 3월 26일까지 도쿄 MX에서 방영되었다.

### 제작진
- 원작 - 토라코
- 감독 - 이시하라 다쓰야
- 시리즈 구성 - 하나다 줏키
- 캐릭터 디자인·총작화감독 - 이케다 가즈미
- 미술감독 - 시노하라 무쓰오
- 색채설정 - 다케다 아키요
- 설정 - 다카하시 히로유키
- 촬영감독 - 야마모토 린
- 음향감독 - 쓰루오카 요타
- 음악 - 니지네
- 애니메이션 제작 - 교토 애니메이션
- 제작 - 중2병이라도 제작위원회

### 주제가
1기 오프닝 테마 〈Sparkling Daydream〉
작사/작곡/편곡/노래 - ZAQ
1기 엔딩 테마 〈INSIDE IDENTITY〉
작사/작곡/편곡 - ZAQ / 노래 - Black Raison d'être
2기 오프닝 테마 <VOICE>
작사/작곡/편곡/노래 - ZAQ
2기 엔딩 테마 〈Van!shment Th!s World〉
작사/작곡/편곡 - ZAQ / 노래 - Black Raison d'être

## 방영 목록

### 1기
1기 - 중2병이라도 사랑이 하고 싶어!
| 화수 | 애니맥스 방영판 제목     | 원제                                                                                | 일본 방영일      | 한국 방영일      |
| ---- | ------------------------ | ----------------------------------------------------------------------------------- | ---------------- | ---------------- |
| 1    | 뜻밖의 만남... 사왕진안  | 邂逅の…邪王真眼 해후의…사왕진안                                                     | 2012년 10월 4일  | 2012년 12월 24일 |
| 2    | 선율의... 프리스티스     | 旋律の…聖調理人(プリーステス) 선율의…성조리인(프리스티스)                           | 2012년 10월 11일 | 2012년 12월 24일 |
| 3    | 이단의... 트윈테일       | 異端なる…双尾娘(ツインテール) 이단의…양갈래머리 소녀(트윈테일)                      | 2012년 10월 18일 | 2012년 12월 25일 |
| 4    | 통한의... 마비노기온     | 痛恨の…闇聖典(マビノギオン) 통한의…암성전(마비노기온)                               | 2012년 10월 25일 | 2012년 12월 25   |
| 5    | 속박의... 십자가         | 束縛の…十字架(ハード・スタディ) 속박의…십자가(하드 스터디)                          | 2012년 11월 1일  | 2012년 12월 31일 |
| 6    | 속죄의... 구세주         | 贖罪の…救世主(イノセント) 속죄의…구세주(이노센트)                                   | 2012년 11월 8일  | 2012년 12월 31일 |
| 7    | 추억의... 낙원 상실      | 追憶の…楽園喪失(パラダイス・ロスト) 추억의…낙원상실(파라다이스 로스트)              | 2012년 11월 15일 | 2013년 1월 1일   |
| 8    | 둘만의... 엑사일         | 二人だけの…逃避行(エグザイル) 두 사람만의…도피행(엑자일)                            | 2012년 11월 22일 | 2013년 1월 1일   |
| 9    | 혼돈의... 카오스 사랑    | 混沌の…初恋煩(カオス・ハート) 혼돈의…첫사랑 고통(카오스 하트)                       | 2012년 11월 29일 | 2013년 1월 7일   |
| 10   | 성모의... 판도라 상자    | 聖母の…弁当箱(パンドラズ・ボックス) 성모의…도시락 상자(판도라즈 박스)               | 2012년 12월 6일  | 2013년 1월 7일   |
| 11   | 한쪽 날개의... 추락 천사 | 片翼の堕天使(フォーリン・エンジェル) 한쪽 날개의 타천사(폴링 엔젤)                  | 2012년 12월 13일 | 2013년 1월 8일   |
| 12   | 불멸의 계약              | 終天の契約(エターナル・エンゲージ) 종말의 계약(이터널 인게이지)                     | 2012년 12월 20일 | 2013년 1월 8일   |
| 13   | -                        | 煌めきの・・・聖爆誕祭(スラップスティック・ノエル) 반짝임의…성폭탄제(슬랩스틱 노엘) | 2013년 12월 26일 | -                |

- 1기의 13화는 BD & DVD 7권에 수록된 OVA이다.

### 2기
2기 - 중2병이라도 사랑이 하고 싶어! 연
| 화수 | 애니맥스 방영판 제목                         | 원제                                                                                           | 일본 방영일     | 한국 방영일     |
| ---- | -------------------------------------------- | ---------------------------------------------------------------------------------------------- | --------------- | --------------- |
| 1    | 부활의... 사왕진안                           | 復活の…邪王真眼 부활의…사왕진안                                                                | 2014년 1월 9일  | 2014년 1월 10일 |
| 2    | 돌고래의... 연인계약                         | 海豚の…恋人契約(ドルフィンリング・ストライカー) 돌고래의…연애계약(돌핀링 스트라이커)           | 2014년 1월 16일 | 2014년 1월 17일 |
| 3    | 추격의... 마법마왕 소녀                      | 追擊の…魔法魔王少女 추격의…마법마왕소녀                                                        | 2014년 1월 23일 | 2014년 1월 24일 |
| 4    | 순진무구한... 학생회장 선거                  | 無垢なる…生徒会長選挙(クイーンメーカー) 무구한…학생회장선거(퀸 메이커)                         | 2014년 1월 30일 | 2014년 2월 3일  |
| 5    | 환상의... 낮잠 미궁                          | 幻相の…昼寢迷宮(シ工ス夕・ラビリンス) 환상의…낮잠미궁(시에스터 라비린스)                       | 2014년 2월 5일  | 2014년 2월 10일 |
| 6    | 머뭇거림의... 츠쿠시 섬 트래블링             | 躊躇いの…築紫島周遊(ツクシノシマ・トラべリング) 망설이는…츠쿠시 섬 유람(츠쿠시노시마 트러블링) | 2014년 2월 12일 | 2014년 2월 17일 |
| 7    | 엇갈리는 마음(볼케이노 트라이앵글)           | すれ違いの…心模樣(ヴォルケーノ・トライアングル) 엇갈리는…마음의 모양(볼케이노 트라이앵글)      | 2014년 2월 19일 | 2014년 2월 24일 |
| 8    | 가짜... 정령 성모(모리서머)                  | 僞りの…精靈聖母(モリサマー) 거짓된…정령성모(모리서머)                                          | 2014년 2월 26일 | 2014년 3월 3일  |
| 9    | 바닷가의... 궁극 오의 (리조트 라스트 리조트) | 波打際の…究極奧義(リゾート・ラストリゾート) 해변의…궁극오의(리조트 라스트 리조트)              | 2014년 3월 5일  | 2014년 3월 10일 |
| 10   | 한여름밤의 비와 채찍                         | 真夏の夜の…雨と鞭(Gauntlet of Rain) 한여름밤의... 비와 채찍 (건틀렛 오브 레인)                 | 2014년 3월 12일 | 2014년 3월 17일 |
| 11   | 푸른 달의 최종 결전 (블루문 라그나록)        | 靑き月の…最終決戰(プルームーン・ラグナロク) 푸른 달의…최종결전 (풀 문 라그나록)                | 2014년 3월 19일 | 2014년 3월 24일 |
| 12   | 황혼의 상급 계약 (하이어 인게이지)           | 黃昏の…上級契約(ハイヤーエンゲージ) 황혼의…상급계약 (하이어 엔게이지)                          | 2014년 3월 26일 | 2014년 3월 31일 |

## 중2병이라도 사랑이 하고 싶어! Lite
《중2병이라도 사랑이 하고 싶어! Lite》는 공식 사이트 및 유튜브를 통해 공개하는 단편 에피소드이다. 오프닝 직후 각 화마다 제목을 표기하며, 스태프 등의 정보를 일체 표기하지 않는다. 또한 TVA와는 별개의 오프닝과 엔딩을 사용한다. 본편과 내용이 연결되는 경우가 몇몇있다.

## 같이 보기
- 중2병

### 내용주
1. ↑  일본어: 中二病でも恋がしたい! 주니뵤데모 고이가 시타이[*]
로마자: Chūnibyō Demo Koi ga Shitai!
2. ↑  자신에게 특수한 능력이 있다고 설정하고, 일상 생활에서 눈에 띄는 기행을 반복하는 행동을 말한다.

### 참조주
1. ↑  첫 시험에서 수학점수가 2점. 애니메이션 4화.
2. ↑  애니메이션 Lite! 5화.
3. ↑  애니메이션 설정. 원작에서는 함께 산다.
4. ↑  만 나이.